# Badminton aux Jeux africains de 2011
Navigation
2007 Édition suivante
Les compétitions de Badminton aux Jeux africains de 2011 à Maputo, Mozambique se déroulent du 6 au 12 septembre 2011. Elles se sont déroulées à l'école Josina Machel.

## Résumé des médailles
| Épreuves         | Or | Argent | Bronze |
| ---------------- | --- | --- | --- |
| Simple messieurs | Jacob Maliekal | Edwin Ekiring | Olaoluwa Fagbemi Jinkam Bulus |
| Double messieurs | Olaoluwa Fagbemi / Jinkam Bulus | Dorian James / Willem Viljoen | Georgie Cupidon / Steve Malcouzane Mensah Niyarko / Daniel Sam |
| Simple dames     | Susan Ideh | Gabriel Ofodile | Maria Braimoh Stacey Doubell |
| Double dames     | Stacey Doubell / Annari Viljoen | Allisen Camille / Cynthia Course | Titilayo Fatima Azeeze / Grace Daniel Priscilla Pillay-Vinayagam / Karen Foo Kune |
| Double mixte     | Willem Viljoen /Annari Viljoen | Georgie Cupidon / Allisen Camille | Ibrahim Adamu / Grace Daniel Enrico James / Stacey Doubell |
| Equipes          | Nigeria Enejoh Abah Ibrahim Adamu Olorunfemi Elewa Ola Fagbemi Jinkan Ifraimu Victor Makanju Tosin Damilola Atolagbe Titilayo Fatima Azeez Maria Braimoh Grace Daniel Grace Gabriel Susan Ideh | Afrique du Sud Roelof Dednam Dorian James Enrico James Jacob Maliekal Willem Viljoen Stacey Doubell Michelle Butler-Emmett Kerry-Lee Harrington Annari Viljoen | Île Maurice Deeneshing Baboolall Yoni Louison Christopher Paul Neeresh Ramtohul Karen Foo Kune Priscilla Pillay-Vinayagam Seychelles Georgie Cupidon Kervin Ghislain Steve Malcouzane Allisen Camille Cynthia Course Danielle Jupiter |

## Tableau des médailles
| Rang | Nation         | Or | Argent | Bronze | Total |
| ---- | -------------- | -- | ------ | ------ | ----- |
| 1    | Afrique du Sud | 3  | 2      | 2      | 7     |
| 2    | Nigeria        | 3  | 1      | 5      | 9     |
| 3    | Seychelles     | 0  | 2      | 2      | 4     |
| 4    | Ouganda        | 0  | 1      | 0      | 1     |
| 5    | Maurice        | 0  | 0      | 2      | 2     |
| 6    | Ghana          | 0  | 0      | 1      | 1     |
|      | Total          | 6  | 6      | 12     | 24    |